# Obere Mühle (Hemmersheim)
Obere Mühle (fränkisch: Di ejber Miel)  ist ein Gemeindeteil der Gemeinde Hemmersheim im Landkreis Neustadt an der Aisch-Bad Windsheim (Mittelfranken, Bayern). Obere Mühle liegt in der Gemarkung Lipprichhausen.

## Geographie
Die Einöde liegt am rechten Ufer der Gollach und bildet mit Lipprichhausen im Norden eine geschlossene Siedlung.

## Geschichte
Der Ort wurde im Jahr 1664 als „Obere Mühl“ erstmals eindeutig erwähnt. Der Eintrag in der Würzburger Zentbeschreibung des Jahres 1532 kann sich auch auf die Untere Mühle beziehen. Beide Mühlen unterstanden dem würzburgischen Amt Aub.
Mit dem Gemeindeedikt (frühes 19. Jahrhundert) wurde Obere Mühle dem Steuerdistrikt Lipprichhausen und der Ruralgemeinde Lipprichhausen zugeordnet. Am 1. Januar 1972 wurde Obere Mühle im Zuge der Gebietsreform in Bayern nach Hemmersheim eingegliedert.

### Einwohnerentwicklung
| Jahr      | 001818 | 001840 | 001861 | 001871 | 001885 | 001900 | 001925 | 001950 | 001961 | 001970 | 001987 |
| Einwohner | 4      | 11     | 7      | 15     | 5      | 10     | 9      | 14     | 11     | 8      | 4      |
| Häuser    | 1      | 1      |        |        | 2      | 2      | 1      | 1      | 2      |        | 1      |
| Quelle    | [ 7 ]  | [ 11 ] | [ 12 ] | [ 13 ] | [ 14 ] | [ 15 ] | [ 16 ] | [ 17 ] | [ 18 ] | [ 19 ] | [ 1 ]  |

## Religion
Obere Mühle ist evangelisch-lutherisch geprägt und ist bis heute nach St. Maria (Lipprichhausen) gepfarrt.